# 김필순
김필순(金弼淳 1878년 6월 25일~1919년 9월 1일)은 대한제국의 의사이자 일제강점기에는 만주로 건너가 독립군 주치의로 활약한 독립운동가이다. 한국의 독립운동가 김마리아 숙부이기도 하며 중국의 유명배우 김염의 아버지이기도 하다.

## 생애

### 어린시절
김필순(金弼淳)은 1878년 황해도 장연군에서 김성섬과 안성은의 5남 4녀 중 넷째로 태어났다 그의 집안은 일찍 개화하여 우리나라 최초의 기독교 집안에 속하였다. 김필순은 어려서 한학을 공부하였으나 일찍부터 언더우드등 선교사들과 자유롭게 접촉할 기회를 가져서 서울에서 신식교육을 받게 되었다.

### 의사가 되는 과정

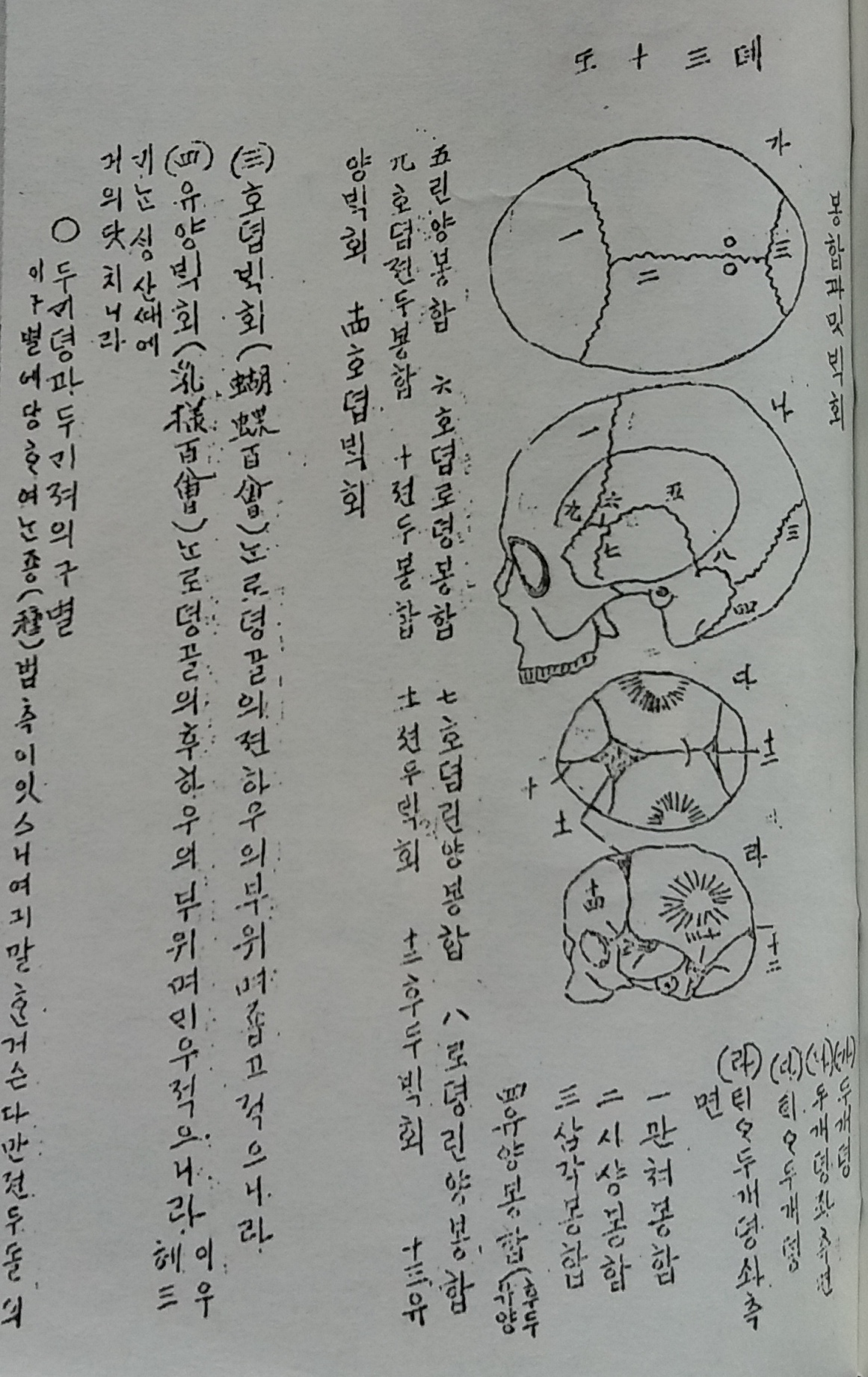
김필순이 학창시절 작성한 해부학 교과서

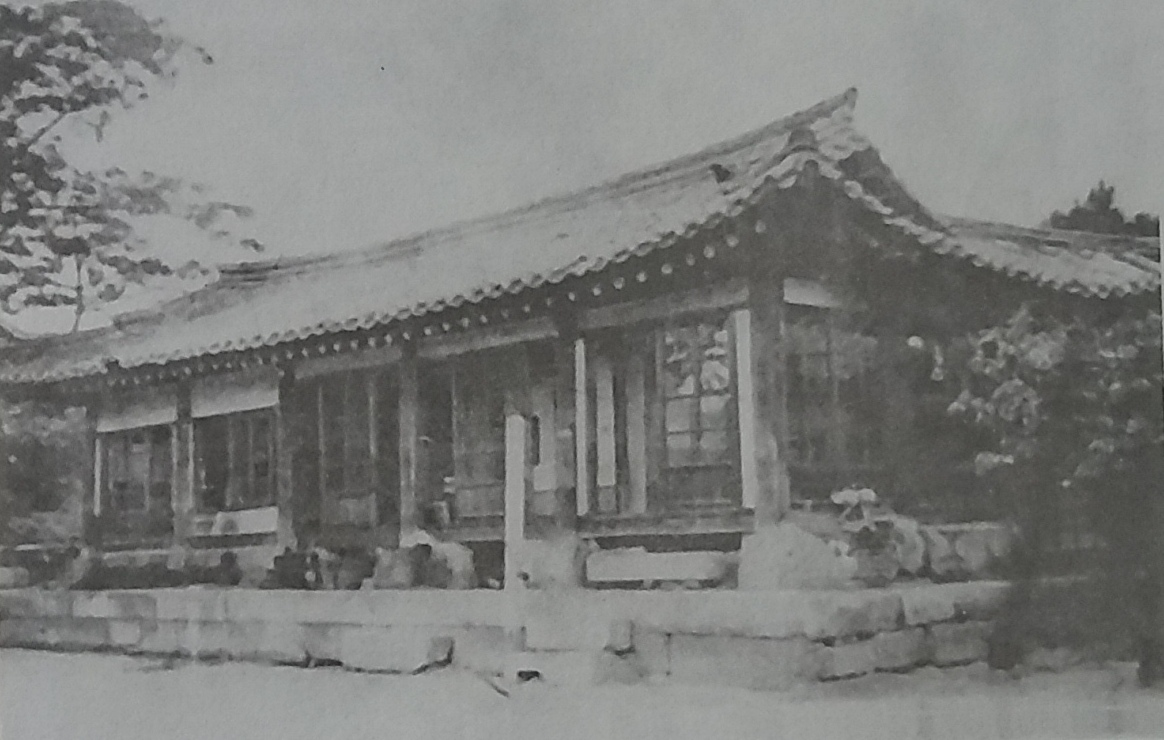
1885년경 학창시절 김필순이 다녔던 제중원

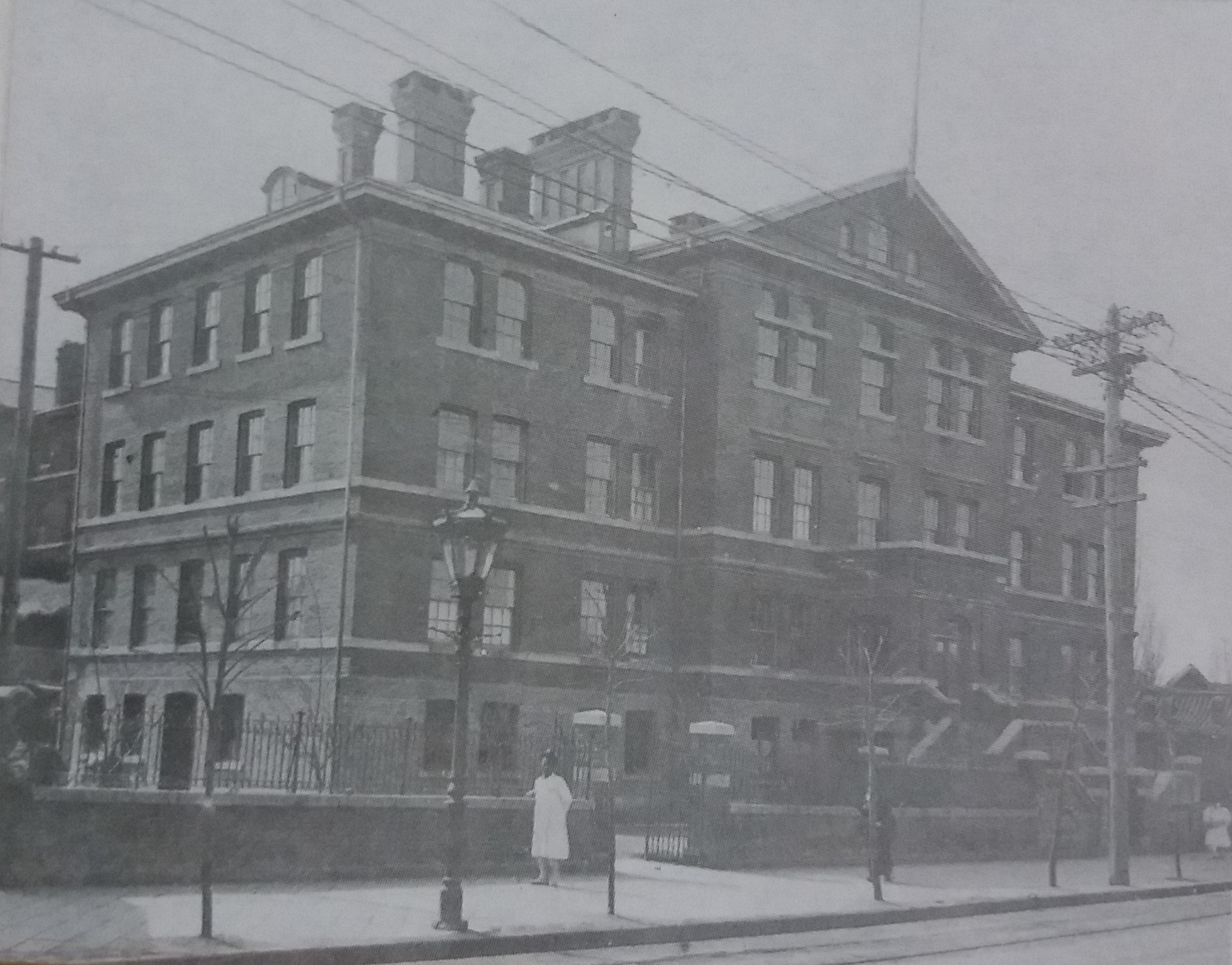
김필순이 근무한 서양식건물 병원

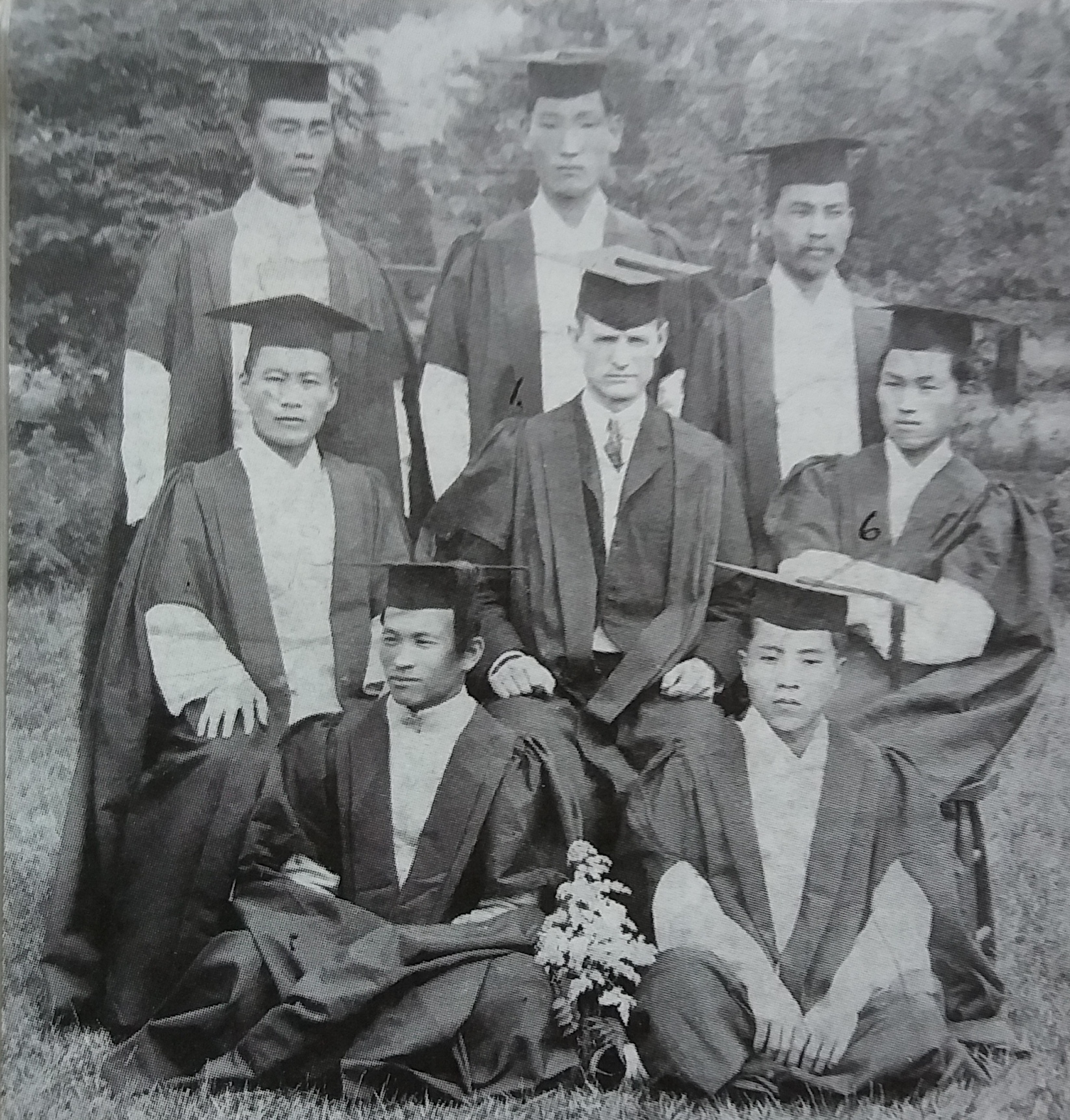
김필순과 졸업생들

김필순의 학창시절을 보낸 배제학당

언더우드집에 머물면서 배재학당에 입학했고, 4년 동안 학업을 마친 후 1899년 제중원에서 처음에는 셔톡스의 통역 및 조수로서 일하다가 1900년에는 자연스럽게 에비슨의 통역 및 조수로 활동하였다.
그는 에비슨을 도와 그레이 해부학 교과서를 번역하였으나 불행하게도 화재로 인하여 원고가 소실되었다. 그러나 1906년 해부학 교과서를 다시 번역하는 것을 필두로 외과총론, 화학, 해부생리학, 내과학 등 많은 책을 번역하였다. 김필순이 비록 영어를 잘하기는 했으나 책을 번역하기에는 미흡한 점이 있었으므로 에비슨은 그를 자기 옆에 두고 가르치면서 번역사업을 완수하였다. 이와 같은 경험을 바탕으로 졸업 전에 이미 저학년 학생들의 강의도 담당하였다. 김필순은 1908년 제중원의학교를 졸업하였다.
김필순은 의학도로서 병실 및 외래에서 보조역할을 했을 뿐 아니라 수년동안 병원경영에 관해서도 상세한 지식과 경험을 쌓았다. 당시 에비슨은 그의 능력을 인정해 장차 세브란스병원의 책임을 맡고 한국의 의학을 이끌어갈 재목으로 키우려했다.
1908년에 제중원의학교를 졸업한 김필순은 에비슨교장의 전폭적인 후원에 힘입어 학교발전을 위해 많은 활동을 하였다.

### 독립 운동 및 생애 후반

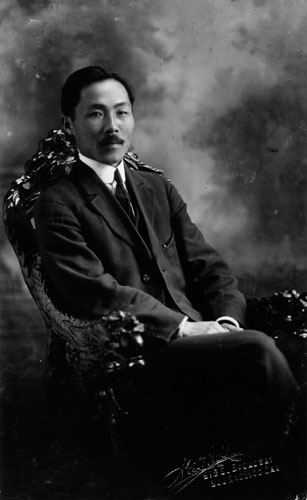
안창호는 신민회 가입당시 김필순의 독립운동가로써 동지였다.

이처럼 학교생활에 열심인 한편 기울어 가는 나라를 걱정하며 많은 우국지사들과 교분을 맺었다. 특히 도산 안창호와 의형제를 맺고 그를 도왔으며 안창호, 양기탁, 신채호, 이동휘, 김구 등이 조직한 비밀정치결사 신민회에 가입하여 비밀리에 독립운동에 적극 참여하던 김필순은 105인 사건으로 체포가 임박해지자 1911년말 중국으로 피신하였다. 그는 만주 통화에서 병원을 개설하고 모든 수입금을 조선독립군의 군자금으로 기부하였다.
그러나 통화가 점차 일본의 영향권에 들며 압박이 심해지자 1916년 몽골근처의 치치하얼로 도피하였다. 그곳에서 다시 병원을 개설하고 땅을 매입하여 평소 꿈꾸던 조선인을 위한 이상촌 건설을 시작하였다.
그러나 그는 애석하게도 일본의 특무요원으로 생각되는 이웃 일본인 의사가 건내준 독약을 넣은 우유를 먹은 후 귀가 중 말에서 떨어져 1919년에 영면하였다.
김필순의 아들 김덕봉은 의사가 되어 간도 용정의 제창병원에서 근무하였으며 셋째 아들인 김염은 1930년대 중국영화계에서 활동한 유명한 배우로서 `상해의 영화황제'라는 호칭을 얻었다. 김필순은 1977년 독립유공자로 건국훈장 애족장을 받았다.

## 가족
김필순의 아들중 샛째아들인 김염은 김필순과 함께 만주로 가게되어 어린시절부터 중국에서 지냈고 나중에 상하이로 건너가 배우로 활약하게 된다. 그의 조카인 김마리아는 어린시절은 김필순 손에 길러지게되고 그녀 역시 성인이되어 숙부를 이어서 독립운동가로 활약했다. 또한 자신의 여동생이였던 김순애의 남편은 독립운동가 김규식이기도 했다. 또한 그의 여동생이었던 김필례는 일제치하에서 여성독립운동 단체인 근우회(槿友會)의 창립 멤버였고, 해방후에는 정신여자중고등학교의 교장, 이사장이었고,
김필례의 남편 최영욱은 미국의대를 졸업한 의사로 광주에서 개업하다 해방후 전남도지사를 지냈다가 6.25 때 공산군에게 피살되었다.

### 가족 관계
- 아버지 : 김성섬
- 어머니 : 안성은
  - 본인: 김필순
  - 배우자 :
    - 샛째아들 : 김염(1910년~1983년) 중국 배우

  - 형1 : 김윤방
  - 형2 : 김윤오
  - 형3 : 김윤렬
  - 누이1 : 김구례(金求禮)
  - 누이1의 배우자 : 서병호(徐丙浩, 1885년 7월 7일 ~ 1972년 6월 7일)
  - 누이2 : 김노득
  - 누이2의 배우자 : 양은수
- 누이3 : 김순애(1889년~1976년) 독립운동가 김규식의 처
- 누이3의 배우자 : 김규식(金奎植), 독립운동가, 호는 우사(尤史), 대한민국임시정부 외무총장, 구미외교위원부 위원장, 국무위원회 부주석 역임
  - 누이3의 딸 : 김우애(金尤愛, 1925년~ 2001년 1월)
  - 누이4 : 김필례(金弼禮, 1891~ 1983, 김순애의 동생, 평양 장대현교회의 여전도회장[3]) , 근우회 창립멤버, 정신여자중고등학교 교장, 이사장
  - 제부 : 최영욱[3] ( 세브란스 의과전문학교 출신, 미군정기 때 전라남도도지사를 역임[3]
  - 동생 : 김인순